# رابرت گلیو
رابرت گلیو (به انگلیسی: Robert M Gleave) رئیس بخش مطالعات عربی دانشگاه اکستر است که دربارهٔ آرا و عقاید اسلامی در سده‌های میانه و به‌ویژه اصول فقه تشیع تخصص دارد. وی کارشناسی خود را از دانشکده فلسفه و علوم سیاسی دانشگاه یورک و کارشناسی ارشد و دکتری خود را از دانشکده خاورمیانه دانشگاه منچستر گرفته‌است و در این دوره به بررسی آرای اخباریون و اصولیون به‌ویژه محمدامین استرآبادی و شیخ یوسف بحرانی پرداخته‌است. وی مدتی مدیر اجرایی «انجمن مطالعات خاورمیانه بریتانیا» بوده‌است.

## آثار
گلیو مقالات و کتب بسیاری پیرامون آموزه‌های شیعه به رشته تحریر درآورده است. برخی از آن‌ها عبارتند از:
1. Legitimate and Illegitimate Violence in Muslim Thought
2. Clerical Authority in Shiite Islam
3. Culture and Learning in the Seminaries of Iraq and Iran
4. Shah Abbas and the Shrines of Iran
5. The Network of British Researchers and Practitioners in Islamic Law
6. ShiÝism and Identity
7. translation of Ibn Maytham’s commentary on the Nahj al-Balagha
8. Religion and Society in Qajar Iran
9. The Akhbari School of Imami Jurisprudence

خشونت مشروع و نامشروع در اسلام؛ قدرت روحانیت شیعه در اسلام؛ فرهنگ و آموزش در حوزه‌های علمیه عراق و ایران، شاه عباس و زیارتگاه‌های ایران؛ مجموعه ای از پژوهشگران بریتانیایی و پزشکان در فقه اسلامی؛ شیعه و هویت؛ تفسیر ابن میثم از نهج البلاغه؛ مذهب و جامعه در ایران قاجار؛ مکتب اخباری و فقه امامی. یک مقاله و دو گفتگو در مجلات فارسی نیز از ایشان منتشر شده‌است که در ذیل به آن اشاره می‌شود:
رابرت گلیو در سال ۲۰۰۹ جایزه کتاب سال وزارت فرهنگ و ارشاد اسلامی ایران را برای نوشتن کتاب (Scripturalist Islam The History and Doctrines of the Akhbari Shii School ) اسلام نص گرا؛ تاریخ و عقاید مکتب اخباری شیعه، به خود اختصاص داده‌است. این کتاب در سال ۲۰۰۷ میلادی در دانشگاه بوستن منتشر و تاکنون دو مرتبه ویرایش شده‌است و ۳۳۹ صفحه دارد. کتاب اسلام نص گرا در سال ۱۳۹۶ به توسط دکتر سیدمهدی طباطبایی و ابراهیم سلیمی نوه به فارسی برگردان و توسط انتشارات دانشگاه ادیان و مذاهب در قم منتشر شده‌است. مقابله این ترجمه توسط دکتر حمیدرضا شریعتمداری و دکتر محمد حسن محمدی مظفر انجام شده‌است. همچنین رابرت گلیو مقدمه ای برای ترجمه فارسی نگاشته و از همه دست‌اندرکاران ترجمه و چاپ این کتاب تشکر کرده‌است. این ترجمه در جشنواره ملی کتاب دانشجویی به عنوان کتاب شایسته تقدیر معرفی شده‌است. مقدمه ای کوتاه و ۹ فصل مجموع این کتاب را دربردارد که عناوین آن بدین شرح است:
فصل اول: نزاع اخباری و اصولی و مکتب اخباری نخستین.
فصل دوم: محمدامین استرآبادی و تشکیل مکتب اخباری.
فصل سوم: اندیشه‌های فقهی استرآبادی.
فصل چهارم: اندیشه‌های فلسفی و کلامی استرآبادی.
فصل پنجم: گسترش مکتب اخباری پس از استرآبادی.
فصل ششم: تعریف نزاع اخباری و اصولی.
فصل هفتم: تفسیر قرآن بر مبنای تفکر اخباری.
فصل هشتم: سنت و اخبار در فقه مکتب اخباری.
فصل نهم: علم تفسیر مکتب اخباری.